# Munsur Ali
Pour les articles homonymes, voir Ali.
Munsur Ali (bengali : মুনসুর আলী), né le 25 mai 1978 à Sylhet au Bangladesh, est un producteur de cinéma, scénariste, réalisateur et entrepreneur social britannique d'origine bangladaise, homme politique du Parti travailliste et conseiller municipal de Portsoken (en). Il est surtout connu pour son film Shongram, la première fois qu'un film britannique est écrit, produit et réalisé par un Britannique d'origine bangladaise.

## Filmographie
- 2014 : Shongram (réalisateur, scénariste, producteur)
- 2014 : Spirit2Power (monteur)